# Campionat d'Espanya de trial 2002
La temporada de 2002 del Campionat d'Espanya de trial fou la 35a edició d'aquest campionat, organitzat per la Reial Federació Motociclista Espanyola. El calendari oficial constava de 8 proves puntuables, celebrades entre el 24 de febrer i el 3 de novembre. 3 de les proves programades es disputaren als Països Catalans: Xeraco (24 de febrer), "Esport P" (20 d'octubre) i Terrassa (3 de novembre).

## Classificació final
Font:
| Posició | Pilot               | Motocicleta | Punts |
| ------- | ------------------- | ----------- | ----- |
| 1       | Albert Cabestany    | Beta        | 131   |
| 2       | Adam Raga           | Gas Gas     | 129   |
| 3       | Marc Freixa         | Sherco      | 111   |
| 4       | David Cobos         | Montesa     | 105   |
| 5       | Marc Colomer        | Gas Gas     | 97    |
| 6       | Josep Manzano       | Beta        | 73    |
| 7       | Jordi Pascuet       | Gas Gas     | 67    |
| 8       | José Manuel Alcaraz | Scorpa      | 65    |
| 9       | Dougie Lampkin      | Montesa     | 48    |
| 10      | Jeroni Fajardo      | Gas Gas     | 40    |

## Categories inferiors
| Categoria    | Guanyador      | Motocicleta |
| ------------ | -------------- | ----------- |
| Sènior B     | José M. Suárez | Beta        |
| Sènior C     | Francesc Recio | Beta        |
| Veterans A   | Carles Casas   | Montesa     |
| Veterans B   | Carles Casas   | Montesa     |
| Júnior       | Isaac Pons     | Gas Gas     |
| Cadets       | Xavier Pijuan  | Gas Gas     |
| "Autonomías" | País Valencià  | -           |